# Domingo Antonio de Andrade
Domingo de Andrade (Cee, 1639 – Santiago de Compostela, 12 de noviembre de 1712) fue un arquitecto español de la segunda mitad del siglo XVII y comienzos del XVIII y principal promotor en Galicia del tránsito al barroco.
Aunque su arquitectura es todavía en mucha parte deudora al clasicismo dominante en Galicia durante la primera mitad de la centuria, este fue superado ampliamente por Andrade, preparando el paso a la siguiente generación de Fernando de Casas Novoa y Simón Rodríguez, quienes desarrollaron plenamente sus innovadoras ideas.

## Biografía
Estudió Artes en la Facultad de Artes de la Universidad de Santiago de Compostela en 1654-56 con la intención de hacerse clérigo. Completó sus estudios en Salamanca o quizá en Alcalá de Henares, donde adquirió el título de licenciado. Viajó además por gran parte de la Península gracias a la protección de su mecenas, el conde de Alba Real. En el año 1669 era Aparejador Mayor de la catedral y en 1676 fue nombrado Maestro de Obras.
Contrajo matrimonio con Da Isabel Arenas de Canosa, pero, al quedar viudo en 1700, acabó ordenándose sacerdote y solicitando una plaza en el cabildo de la catedral compostelana, de la que era maestro mayor desde 1672. Murió en Santiago y fue sepultado en la catedral.

## Obra escrita
Fruto de sus estudios, viajes y curiosidad intelectual, fue el tratado Excelencias de la Arquitectura, publicado en Santiago en 1695. Se trata más bien de una obra erudita e intelectual que práctica, producto del universitario y no tanto del artista; en ella, como indica su título, pretende, ante todo, justificar su profesión, ponderando la nobleza, antigüedad y carácter científico de la arquitectura. Se propuso igualmente componer otro tratadito de Arquitectura militar que, sin embargo, no llegó a escribir nunca.

## Arquitecto insigne

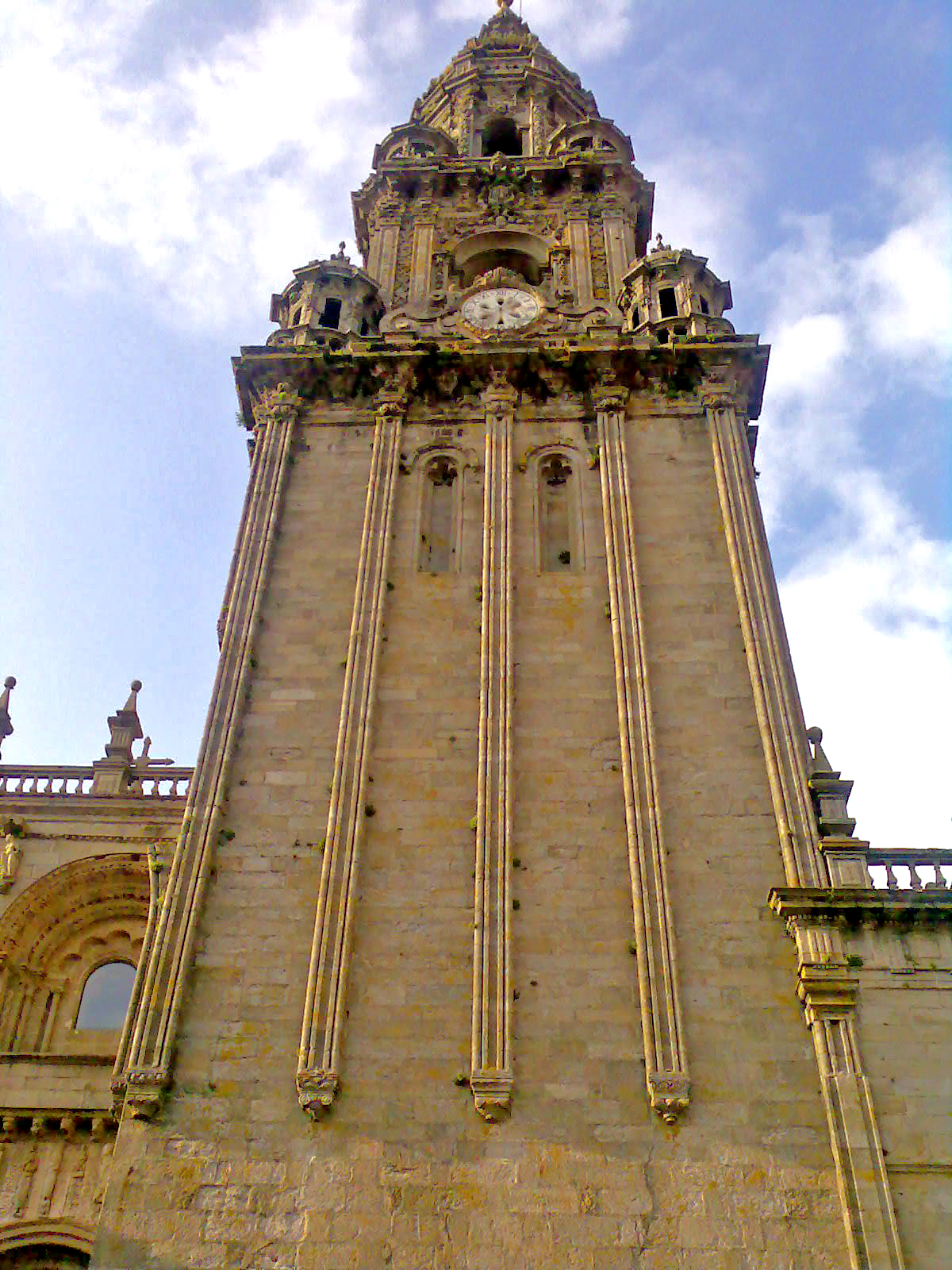
Torre da Berenguela o del Reloj, torre de la catedral de Santiago de Compostela.

La obra de Andrade, durante los 40 años que estuvo en activo, fue amplia y polifacético, pues comprendió el arte de la talla y ensamblaje de retablos además de la arquitectura propiamente dicha, y, dentro de ésta, se extendió tanto a lo religioso como a lo civil y militar. Se han conservado además diversos dibujos y grabados hechos por él. 

### Torre del reloj de la Catedral de Santiago de Compostela
Dentro de sus composiciones arquitectónicas destacan las realizadas para la Catedral de Santiago de Compostela, de la que fue primero aparejador y después maestro mayor, a raíz de la marcha del fabriquero Vega y Verdugo en 1676. En esta fecha dio comienzo a la que había de ser su obra maestra: la torre del Reloj. Sobre la base de la torre medieval preexistente - la Berenguela -, levantó los tres últimos cuerpos donde la estereotomía y las proporciones son prueba del dominio técnico y estético de su creador. Andrade supo sacar partido del tipo de torre de cuerpos prismáticos superpuestos de origen italiano, al que añadió elementos tradicionales decorativos más otros de su propia cosecha. La transición entre la base de la torre y el primer cuerpo añadido se hace mediante templetes angulares. La gradación es todavía más sutil en el segundo cuerpo ya octogonal y franqueado también por templetes de estructura más aérea que los de abajo. Finalmente, la disminución decreciente y verdaderamente magistral de los perfiles se completa en el remate, consistente en una cúpula ligeramente acebollada coronada por una ligera linterna circular. La decoración es muy variada y jugosa: encintados, sartas de frutas ejecutadas a gran escala, trofeos militares, volutas de liso perfil flanqueando el reloj a modo de obra de marquetería... La torre del Reloj tuvo gran descendencia en multitud de campanarios de Galicia y fuera de ella (torres de las catedrales de Murcia y Santo Domingo de la Calzada, etc.).
Como contrapunto y - casi peana de la torre del Reloj, el arquitecto terminó en 1700 el Pórtico Real de la Quintana, comenzado por Peña de Toro, donde levantó un orden de pilastras y columnas gigantes abarcando dos pisos de ventanas, una balaustrada de grandes pináculos y una edícula para servir de peana a una estatua ecuestre de Santiago. Conjunto realmente monumental y casi clásico, a no ser por el abultado galbo de las columnas y la prominente decoración ejecutada a base de sartas de frutas y trofeos militares a gran escala. Modernamente se atribuye igualmente a este arquitecto el remate de la torre de las Campanas en la fachada de la catedral, más por razones estilísticas que documentales. Lo interesante es que en dicho remate Andrade prescinde casi por completo de elementos decorativos de carácter floral y orgánico para insistir en el esqueleto estructural y en la disposición de volúmenes exclusivamente plásticos y geométricos, anticipando así el estilo de su sucesor Simón Rodríguez.

### Otras obras
En cuanto a sus obras talladas en madera, baldaquinos y retablos, fueron como indagaciones previas que luego influyeron en su propia arquitectura tanto en el orden decorativo como en el estructural. Realizó tres baldaquinos: el del Apóstol Santiago en la catedral compostelana (1672-76), el de la capilla del Cristo en la Catedral de Orense (1678), y el desaparecido del monasterio de Osera. En ellos utilizó grandes vanos, suprimiendo tabiques y superficies continuas que dejan desnudo el esqueleto estructural, para dar la sensación de masa ascensional y suspendida y donde los vacíos activan el dinamismo espacial. Al baldaquino de Orense le hizo anteceder un vestíbulo de aspecto cueviforme para aumentar el efecto de perspectiva. De sus numerosos retablos sólo queda entero el de las Clarisas de Santiago (1700) y restos del de S. Domingo (recompuestos y trasladados a la parroquia de Santiago de Carril en Pontevedra). Con ellos fenece el retablo clasicista, a manera de la fachada de una iglesia, para dar paso a un nuevo tipo en que una amplia calle central albergando un baldaquino o un camarín coronado por estatuas, está flanqueada por estrechas y resaltadas calles laterales enmarcadas por columnas salomónicas. Se trata de un tipo que recuerda a los retablos portugueses contemporáneos, pero donde la totalidad de las partes se decora con el horror al vacío y el dinamismo característicos de Andrade.
Dentro de la misma ciudad de Santiago trabajó asimismo en el convento de Santo Domingo de Bonaval, donde construyó diversas portadas, acabó el claustro e hizo la celebrada triple escalera helicoidal que, en un mismo hueco, conduce mediante rampas distintas a los diferentes pisos del monasterio. Por su técnica y audacia es una demostración del virtuosismo del arquitecto, quien quiso asombrar a los espectadores con gesto muy barroco. Cabe mencionar también aquí la sacristía de la catedral, convertida luego en capilla del Pilar, obra que comenzó un año antes de su muerte y que continuó su discípulo Casas Novoa, transformándola y enriqueciéndola con nuevos elementos.
Dentro de la arquitectura civil destacan diversas casas realizadas en Santiago para el Cabildo o personajes eclesiásticos. Se trata de casas provistas de soportales para guarecerse de la lluvia y de grandes solanas, tipo que procedía de Santander, pero que el artista supo dotar de su ornamentación característica, utilizada antes en edificios religiosos. Así en la Casa de las Pomas son de admirar las sartas de frutos de abultado relieve que cuelgan revistiendo sus pilastras. En la Casa de la Parra, obra muy probable de Andrade, lo que más llama la atención es su adecuación al conjunto urbanístico de la Plaza de la Quintana. También en ella sobresale como algo consustancial la rica decoración de sartas de fruta que flanquean su puerta, así como las abultadas consolas con mascarones esculpidos que calzan el balcón corrido de la planta noble. En la parte opuesta de la misma Plaza de la Quintana levantó finalmente en 1704 el conjunto de casas denominado la Conga o Canónica, continuado luego por Casas Novoa. El pórtico inferior, de ritmo parecido a los pórticos del Quattrocento italiano, se divide en cuatro tramos separados por pilastras cajeadas, y sobre él se levanta un piso de ventanas, abalconadas las del centro para subrayar los ejes.

### Otras actividades
Deben mencionarse sus obras en madera, dado que fue también un entallador e imaginero brillante: retablos como el de la iglesia de la orden tercera del conjunto franciscano de Santiago, o del iglesia del convento de las clarisas o el relicario del convento de San Paio de Antealtares o el desaparecido baldaquino del monasterio de Oseira hablan de su habilidad en esta faceta menos conocida.
Brilló como organizador de grandes fiestas públicas con fuegos de artificio (conmemoración de la visita de la reina María de Neoburgo) e hizo también una labor de ingeniero que saneó el urbanismo compostelano